# Bojadisarski bodalj
Bojadisarski bodalj (mala žutinica, šafranika, latinski: Carthamus tinctorius) je biljka Mediterana, porijeklom je iz Egipta. U 16. stoljeću je prenesena u Englesku, a odatle se raširila i na druga područja. Šafranika je grmolika jednogodišnja biljka, kožastih, jajolikih i nazubljenih tamno zelenih listova, može narasti do visine čovjeka. Cvijet mu je jarko žute do narančaste boje, koji sušenjem prelazi u crvenu. Šafranika se upotrebljava u farmaceutskoj industriji, prehrambenoj industriji i za bojanje tkanina u tekstilnoj industriji.
Cvijet se koristi kao sirovina za dobivanje žute i crvene boje. Ulje šafranike se koristi u prehrani, ima visok sadržaj linolne kiseline i vitamina K i E. Sjemenke šafranike koriste se u prehrani kao začin,  zamjena za vrlo skupi šafran. Osim u prehrani ulje se koristi i u farmaceutskoj industriji, za njegu suhe kože. U novije vrijeme se genetski modificiranom šafranikom pokušava proizvoditi inzulin.